# Уилсон, Джеймс (политик)
Джеймс Уилсон (англ. James Wilson; 15 августа 1835, Айршир, Шотландия, Великобритания — 26 августа 1920, Траэр, Айова, США) — американский государственный деятель, министр сельского хозяйства США (1897—1913).

## Биография
Родился в Шотландии, был одним из 14 детей, вырос в фермерском поселке недалеко от места рождения Роберта Бёрнса.
Его семья эмигрировала в США в 1852 г., обосновавшись в Коннектикуте, а затем — в 1855 г. переехала в Айову, где основала ферму недалеко от Траера в округе Тейма. Учился в государственных школах и колледже Айовы (ныне Гриннеллский колледж).
В 1867 г. был избран в Палату представителей штата Айова, в 1870—1871 гг. — её спикер. Затем работал профессором в Сельскохозяйственном колледже штата Айова (ныне Университет штата Айова), поддерживал деятельность Джорджа Карвера. С 1870 по 1874 г. входил в состав Попечительского совета государственных высших учебных заведений штата Айова.
В 1873 г. был избран в Палату представителей конгресса США от Республиканской партии, после завершения второго срока полномочий в 1877 г. вернулся в Айову и был назначен членом железнодорожной комиссии штата Айова, в которой проработал шесть лет. С 1883 по 1885 г. вновь был депутатом Палаты представителей. Однако в марте 1885 г. Палата представителей Конгресса объявила, что на выборах победил его соперник — Бенджамин Фредерик и прекратила полномочия Уилсона. По возвращении в Айову он вернулся к преподавательской деятельности, с 1890 по 1897 г. являлся профессором (ныне деканом) сельского хозяйства и директором сельскохозяйственной экспериментальной станции Сельскохозяйственного колледжа штата Айова.
После победы на президентских выборах Уильям Мак-Кинли ввел его в состав своего кабинета. С 1897 по 1913 г. он занимал должность министра сельского хозяйства США с 1897 по 1913 год, сохранял за собой министерский пост в правительстве США дольше чем кто-либо, оставался министром при Теодоре Рузвельте и Уильяме Тафте. Его пребывание на посту министра сельского хозяйства было ознаменовано как период модернизации технологий ведения сельского хозяйства. Он также инициировал более широкие методы проверки пищевых продуктов, а также добился значительного улучшение многих дорог по всей стране.
Похоронен рядом со своей женой на Букингемском кладбище, в Траере, штат Айова.
Его дом, Фермерский дом (Knapp-Wilson House), который теперь находится на территории кампуса Университета штата Айова, в 1964 г. был включен в реестр Национальных исторических памятников и с 1976 г. работает как Фермерский музей. Его имя носит мост через проспект Независимости, который соединяет административное здание Министерства сельского хозяйства США с Южным зданием Министерства сельского хозяйства США.

## Семья
В мае 1863 г. женился на Эстер Уилбур. В браке них родились шестеро детей: Эстер Мэй, Питер МакКош, Флора Ханна, Джон Уорд, Джордж Райт и Джаспер Абиджа. Жена умерла в августе 1892 г., остался вдовцом до конца своей жизни.